# Valeri Bikovski
Valeri Bikovski (rus: Валерий Фёдорович Быковский)  (Pàvlovski Possad, 2 d'agost de 1934 - Leonikha, 27 de març de 2019), nom complet amb patronímic Valeri Fiódorovitx Bikovski, rus: Валерий Фёдорович Быковский fou un cosmonauta soviètic de tres missions espacials tripulades: Vostok 5, Soiuz 22 i Soiuz 31. També va ser tripulació de reserva a les missions Vostok 3 i Soiuz 37.
Entre les seues fites està orbitar la Terra 81 vegades, desde 14 de juny fins al 19 de juny de 1963, amb la missió Vostok 5, en la qual va establir el rècord de vol espacial en solitari més llarg, rècord encara vigent ja què les tripulacions van deixar de ser en solitari.

## Biografia

### Primers anys
Bikovski va nàixer a Pàvlovski Possad, un poble proper a Moscou. Era fill de Fiódor Fiódorovitx Bikovski i Klàvdia Ivànova i tenia una germana anomenada Margarita, tres anys major. Als quatre anys, la seua familia pateix el començament de la Segona Guerra Mundial, i es traslladen al poble de Kúibixev a més de 2.500 km de la capital. Després a la ciutat de Sízran, a uns 700 km de Moscou, abans de retornar de nou a la rodalia de Moscou.

### Formació
Des de xicotet sentí atracció pels avions i al 1948 amb 14 anys, va ingressar a l'escola naval de l'organització esportivo-militar DOSAAF, tot i que son pare l'animava a romandre a l'escola civil. Pocs dies després va assistir a una conferència de les Forces Aèries Soviètiques, cosa què el va motivar a seguir el seu somni de ser pilot. Va començar les classes de teoria de vol als 16 anys a l'aeroclub de la ciutat de Moscou. Es va graduar a la sisena promoció de l'Escola d'Aviació Militar de Formació de Pilots Primaris (VASHPOL, per les seves sigles en rus) de la ciutat de Kàmianka al 1953, i a l'Escola Militar de Pilots de Katxinsk al 1955, de la què en va eixir amb la graduació de tinent. Als 25 anys va arribar a ser pilot d'avió de combat i més tard va esdevenir pilot i instructor de paracaigudistes amb més de 72 salts.

### Trajectòria com a cosmonauta
En març de 1960, i amb 26 anys, és seleccionat entre milers de pilots militars de tota la Unió Soviètica per a formar part d'una vintena d'escollits per a ser els primers cosmonautes, i va ser convidat a iniciar la seua formació a l'Acadèmia d'Enginyers Aeronàutics Militars Jukovski.
Al gener de 1961 passà a una segona fase, on només quedava un grup de sis pilots, coneguts informalment com 'els sis d'avantguarda', on també estaven Iuri Gagarin, Guérman Titov, Grigori Neliúbov, Andrian Nikolàiev i Pàvel Popóvitx. D'aquest grup havia d'eixir el primer cosmonauta per la primera missió tripulada de la història de la humanitat Vostok 1.

#### Programa Vostok
Malgrat l'esforç, Bikovski obtingué quasi la nota més baixa del grup en la següent fase, només per davant de Neliúbov (qui mai no arribaria a anar a l'espai). Això va motivar què fos exclòs de les primeres missions del programa Vostok. Durant els mesos d'entrenament, va fer amistat amb Andrian Nikolàiev qui li va fer de padrí de la seua boda amb Valentina Sukhova, al complex conegut com la Ciutat de les Estrelles. Al 1960 va estat a prop de ser descartat del programa en patir un accident on va caure d'un arbre, al qual s'havia enfilat per causa d'una aposta amb el mateix Nikolàiev i Gueorgui Xonin (un altre candidat a cosmonauta). Malgrat tot, el 1962 va aconseguir esdevenir cosmonauta suplent del seu amic Nikolàiev per a la missió Vostok 3.
A finals de 1961 l'enginyer en cap Serguei Koroliov havia decidit d'enviar una dona a l'espai en la Vostok 6, l'última missió Vostok tripulada. Com a conseqüència, per a la missió Vostok 5 només havia un lloc disponible per la resta de possibles cosmonautes masculins què encara no havien viatjat a l'espai. Després de les darreres proves, Bikovski i Borís Volínov eren els dos finalistes per a volar a la missió Vostok 5, i el factor final decisiu fou el baix pes de Bykovsky, 14 kg menys que Volínov. Tenia 28 anys, el grau militar de tinent coronel, casat i amb un xiquet de tres anys.
Així doncs, el 14 de juliol de 1963, Bikovski esdevingué el cinquè cosmonauta de l'URSS i el desé de tota la humanitat, després de l'exitós llançament des del que es convertiria en el Cosmòdrom de Baikonur, anomenat en aquelles dates de Tiura-Tam. Tot i que inicialment estava previst romandre huit dies orbitant el planeta Terra amb el nom en clau de "Falcó" (rus: Ястреб, Iastreb), Bikovski va aconseguir un rècord històric per aquella època, en orbitar a l'espai quasi cinc dies (4 dies 23 hores i 7 minuts). Més endavant, va coincidir també amb la primera dona cosmonauta de tota la humanitat, Valentina Tereixkova, a bord de la Vostok 6. Durant la seua òrbita a bord de la Vostok 5, Bikovski va ser designat membre del Partit Comunista i, 'pel valor i heroisme mostrat durant el seu vol', va rebre el títol d'Heroi de la Unió Soviètica.

#### Programa Soiuz
Si bé no se li tornà a assignar cap missió tripulada durant molts anys va continuar al cos de cosmonautes. El 15 de setembre de 1976 va tornar a volar a l'espai com a comandant junt amb l'enginyer de vol Vladímir Aksiónov a bord de la Soiuz 22. La SoIuz 22, originalment construïda com a vehicle de reserva per a la missió Apollo-Soiuz del 1976, es va emprar per a una missió civil entre dos missions Soiuz destinades a acoblar-se amb l'estació militar Saliut 5 (Almaz OPS-3). La missió va durar 7 dies, 21 hores i 52 minuts i ambdós cosmonautes varen prendre més de 2400 fotografies del planeta Terra amb una càmera de fotos multiespectral MKF-6, construïda en col·laboració amb la República Democràtica Alemanya.
Dos anys després, va ser seleccionat com comandant de la Soiuz 31. Es va enlairar cap a l'espai el 26 d'agost de 1978 junt amb Sigmund Jähn, primer cosmonauta alemany, junts van romandre en òrbita 7 dies, 20 hores i 49 minuts, i s'acoblaren amb èxit a l'estació espacial Saliut 6, on els esperaven Vladímir Kovaliónok i Aleksandr Ivantxénkov.
Bikovski era el comandant original de la missió Soiuz 2, que va acabar sent cancel·lada pel desastre previ de la Soiuz 1, on una errada amb el sistema de paracaigudes va provocar la mort del cosmonauta Vladímir Komarov, i aquesta mateixa errada va ser detectada a la càpsula Soiuz 2. En cas que hagués continuat, la missió Soiuz 2 hauria fracassat, i Bikovski amb la seua tripulació també haurien mort.

### Carrera posterior
Després d'aquesta missió del programa Intercosmos, seguiria formalment com a cosmonauta en diversos departaments del Centre de Formació de Cosmonautes Iuri Gagarin, fins què va passar a la reserva a causa de la seua edat el 1988. Tot i això, encara faria de reserva de Víktor Gorbatkó a la missió Soiuz 37, en la què volaria l'astronauta vietnamita Phạm Tuân. Posteriorment va viure dos anys a Berlín Est com a director de la Casa Soviètica de les Ciències i la Cultura fins a jubilar-se el 1990.

## Premis i reconeixements
Valeri Bikovski va ser guardonat com a Heroi de la Unió Soviètica el 1963 amb l'Orde de Lenin, l'Orde de l'Estrella Roja i nombroses altres medalles i guardons estrangers.
- Estrella d'Or de l'Heroi de la Unió Soviètica (22 de juny de 1963, 28 de setembre de 1976)
- Orde de la Amistat (12 d'abril de 2011)[8]
- Tres Ordes de Lenin (22 de juny de 1963, 28 de setembre de 1976, 10 de setembre de 1978)
- Orde de l'Estrella Roja (17 de juny de 1961)
- Orde de la Bandera Roja del Treball (15 de gener de 1976)[8]
- Pilot Cosmonauta de la Unió Soviètica[8][9]
- Medalla pel Desenvolupament de les Terres Verges (1963)
- Medalles del 9è Aniversari.
- Heroi del Treball Socialista (Bulgària, 1963)
- Orde de Gueorgui Dimitrov (Bulgària, 1963)[8]
- Heroi de la República Democràtica Alemanya (RDA, 1978)
- Orde de Karl Marx, dos vegades (RDA, 1976, 1978)[8]
- Heroi del Treball Socialista (Vietnam, 1963)[8]
- Creu de Grunwald, 1.ª classe (Polònia, 1963)[8]
- Orde de l'Estrella d'Indonèsia, 2a classe (1963)
- Medalla per l'Enfortiment de la Germanor en Armes (Bulgària)
- Medalla "25 Anys de Poder Popular" (Bulgària)
- Medalla "Germanor en Armes", 3a classe (RDA)
- Medalla "Germanor en Armes" (Polònia)
- Medalla d'Or. Acadèmia Tsiolkovski de Ciències[8]
- Medalla De La Vaulx (FAI).[10]